# Barrio Colón
Barrio Colón è un comune (corregimiento) della Repubblica di Panama situato nel distretto di La Chorrera, provincia di Panama. Si estende su una superficie di 14,7 km² e conta una popolazione di 33.214 abitanti (censimento 2010).